# Kobylniki (powiat buski)
Kobylniki – wieś w Polsce położona w województwie świętokrzyskim, w powiecie buskim, w gminie Wiślica, nad rzeką Nidą.
| SIMC    | Nazwa               | Rodzaj     |
| ------- | ------------------- | ---------- |
| 0277180 | Kobylniki Rządowe   | część wsi  |
| 0277173 | Kobylniki-Lasek     | część wsi  |
| 0277196 | Kobylniki-Wójtostwo | część wsi  |
| 0277204 | Wiśniówki           | przysiółek |

W latach 1975–1998 miejscowość należała administracyjnie do województwa kieleckiego.
Wieś sołecka - zobacz jednostki pomocnicze gminy Wiślica w BIP.
Etymologicznie nazwa miejscowości wskazuje na to, iż była to królewska wieś służebna zajmująca się hodowlą koni. W obecnej chwili teren upraw czosnku oraz ogórków.

## Historia
W wieku XIX Kobylniki opisano wieś i Kobylniki wójtostwo, nad rzeką Nidzicą w powiecie pińczowskim,ówczesnej gminie Zagość, parafii Wiślica.
W XV w. była wsią królewską i posiadała 12 łanów kmiecych, oraz dwa łany wójta wiślickiego, dotąd noszące nazwę wójtostwa wiślickiego (Długosz L.B. t.I s.413 i t.II, s.370).
Wieś notowana jest w dokumencie z roku 1253 jako własność klasztoru w Krzyżanowicach,skąd dziesięciny z nadania biskupa płacone były do kościoła w Chotlu (Chotel Czerwony).
W 1827 r. Kobylniki miały 68 domy, 389 mieszkańców, zaś wójtostwo 8  domów, 39 mieszkańców.

Folwark Kobylniki powstał w roku 1880 przez spłatę czynszu wiślickiej kasie osadowej, rozległość  wynosiła mórg 161.
Spis z roku 1921 wymienia Kobylniki-Wójtostwo w gminie Chotel Czerwony – wykazano 23 domy i 108 mieszkańców.
W trakcie II wojny światowej w starej szkole stacjonowały wojska Wehrmachtu. Założono tam piekarnie, aby wypiekać chleb dla okolicznych jednostek.
W Kobylnikach znajduje się wiele starych domów. 
Najstarsze budowle to:
1. Kapliczka, murowana z 1907 r.
2. Szkoła, murowana z 1936 r.

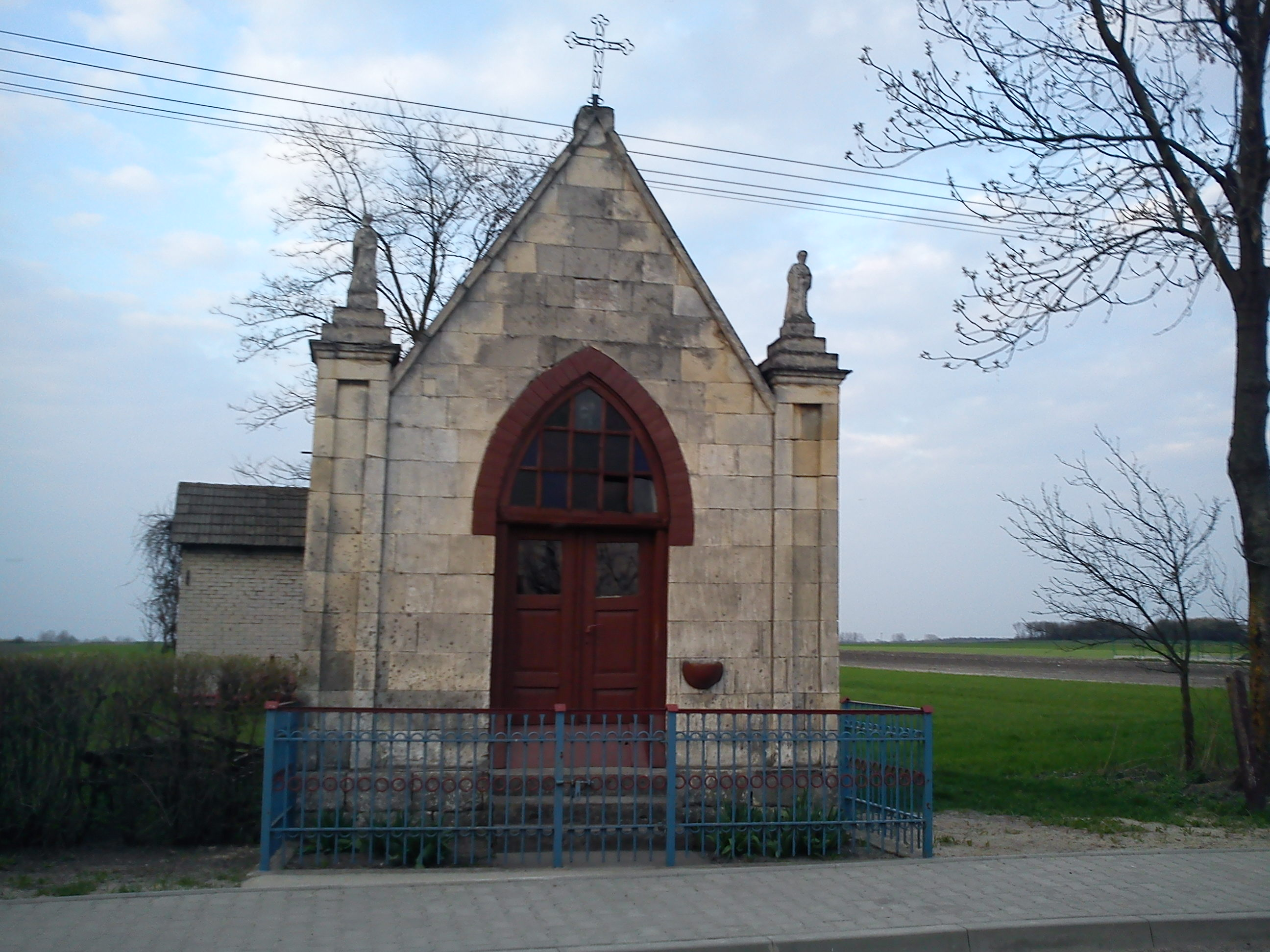
Kapliczka w Kobylnikach 1907r

Budynek starej szkoły w Kobylnikach, 1936r

3. Dom nr 7, drewniano-murowany z ok. 1930 r.
4. Dom nr 11, murowany z 1910 r.
5. Dom nr 14, murowany z 1938 r.
6. Dom nr 15, murowany z ok. 1915 r.
7. Dom nr 18, drewniano-murowany z ok. 1880 r.
8. Dom nr 19, murowany z ok. 1920 r.
9. Dom nr 22, murowany z 1922 r.
10. Dom nr 31, murowany z ok. 1922 r.
11. Zagroda nr 40: a) Dom, murowany z ok. 1930 r. b) Obora, murowana z ok. 1930 r.
12. Dom nr 49, drewniany z końca XIX w.
13. Dom nr 50, drewniany z ok. 1910 r.
14. Dom nr 53, murowany z ok. 1880 r.
15. Dom nr 58, murowany z ok. 1915 r.
16. Dom nr  59, wł. W. Chwalik, murowany z ok. 1920 r.
17. Zagroda jednobudynkowa nr 61 z ok. 1880 r.